# CA San Isidro
A CA San Isidro egy argentin labdarúgócsapat San Isidro városában. A egyesületet 1902. október 24-én alapították. A csapat jelenleg alacsonyabb ligákban szerepel.
Egy alkalommal nyerték meg a Copa de Honor Municipalidad de Buenos Airest és háromszor a Copa de Competencia Jockey Clubot, utóbbival kvalifikáltál magukat a Tie-kupába, ahol 1911-ben és 1913-ban vesztettek, de 1912-ben, a Quilmes ellen győzelmet arattak.

## Sikerek
Copa de Honor Municipalidad de Buenos Aires
- Győztes (1): 1909

Copa de Competencia Jockey Club
- Győztes (1): 1911, 1912, 1913

Tie-kupa
- Győztes (1): 1912
- Döntős (2): 1911, 1913

Copa de Honor Cousenier
- Döntős (1): 1909

## Fordítás
Ez a szócikk részben vagy egészben  a   Club Atlético San Isidro című angol Wikipédia-szócikk fordításán alapul.  Az eredeti cikk szerkesztőit annak laptörténete sorolja fel. Ez a jelzés csupán a megfogalmazás eredetét és a szerzői jogokat jelzi, nem szolgál a cikkben szereplő információk forrásmegjelöléseként.